# 벽장

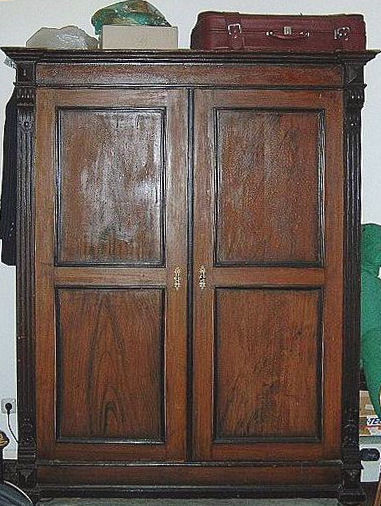

벽장은 특히 옷과 같은 보관을 위해 사용되는, 문이 있는 밀폐된 공간이다.
영어로는 closet이라고 부르는데, 엘리자베스 시대와 중세 영어에서 closet은 기도, 독서, 연구를 위해 사용되는 훨씬 더 큰 집 안에 위치한 작은 개인방을 의미했다. 화장실에 대해 closet을 사용한 일은 1662년으로 거슬러 올라간다.

## 같이 보기
- 옷장